# 山形市野草園
山形市野草園（やまがたしやそうえん）は、山形県山形市にある植物園。一般財団法人山形市都市振興公社が指定管理者として運営する。

## 概要
山形市制百周年記念事業の一環として整備され、1993年（平成5年）4月に開園した。
山形市郊外の神尾に位置し、大平沼を中心とする馬蹄形の緩斜面と急斜面からなる26ヘクタールの地に、野草を中心に管理育成、植栽、展示をおこなっている。「自然と人間との共生」を図ることをねらい、四季折々の植物がある。その数は野草、樹木あわせて850種。尚、ペットの入園は禁止。

## 施設概要
主に6つのコースにわけられている。
- 花の草原
- シンボルゾーン
- 自然ふれあいゾーン
- 友好姉妹都市ゾーン
- 観察ゾーン
- いこいのゾーン

## 利用時間
- 4月 - 5月 9:00 - 16:30（入園は16:00まで）
- 6月 - 8月 9:00 - 18:00（入園は17:00まで）
- 9月 - 11月 9:00 - 16:30（入園は16:00まで）

## 交通
- バス
  - 山形駅 - 西蔵王・野草園行終点下車
- 車
  - 山形自動車道山形蔵王インターチェンジより西蔵王高原ラインを蔵王温泉方面へ約15分。

## 休園日
- 毎週月曜日（ただし、月曜日が祝日の場合はその翌日）
- 冬期間休園（12月 - 3月）

## 料金
- 個人
  - 大人300円　高校生以下無料

- 団体（20人以上）
  - 大人240円　高校生以下無料